# Accidente del Antonov An-124 en Irkutsk de 1997
El 6 de diciembre de 1997 un Antonov An-124-100 de la Fuerza Aérea de Rusia, en ruta del aeropuerto noroeste de Irkutsk a la base aérea Cam Ranh en Vietnam, se estrelló en una zona residencial después de despegar del aeropuerto de Irkutsk-2.
Alquilado por Ukrainian Cargo Airways, el avión transportaba dos cazas Sukhoi Su-27 para su entrega a la Fuerza Aérea Popular de Vietnam, con escala técnica en Vladivostok.
Tres segundos después de levantarse de la pista 14 en Irkutsk, el motor número tres se detuvo a aproximadamente 5 m (16 pies) de altitud. El avión continuó el ascenso, pero con un ángulo de ataque pronunciado, interrumpiendo el flujo de aire a los motores uno y dos que también se calaron.
Incapaz de continuar el ascenso el avión comenzó a descender hasta que golpeó las casas de la calle Mira Street, a unos 1600 m (1 nmi) del final de la pista, matando a las veintitrés personas a bordo y a otras cuarenta y nueve en tierra.

## Aeronave

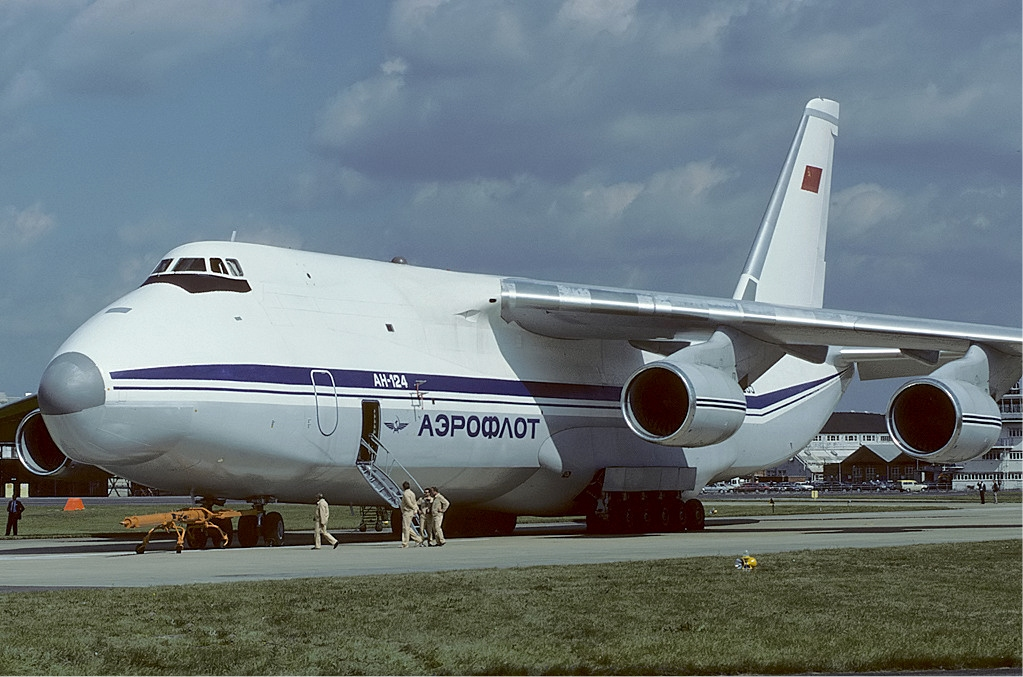
RA-82005, el avión implicado en el accidente.

El avión Antonov An-124-100 que se estrelló fue inicialmente alquilado a Aeroflot en 1985 efectuando su primer vuelo el 30 de octubre de 1985. El 14 de febrero de 1988, su propiedad fue transferida a las Fuerzas Aéreas Soviéticas, bajo el 566° Regimiento de Transporte Militar con base en Seshcha, Oblast de Bryansk, con el registro CCCP-82005 (RA-82005). El día del accidente el Antonov llevaba acumulados 576 vuelos con la Fuerza Aérea de Rusia y había registrado más de 1.034 horas.

## Accidente
El 6 de diciembre de 1997, el An-124-100 con registro RA-82005 estaba transportando dos cazas Su-27UBK con un peso total de cuarenta toneladas con destino Vietnam.
A las 14:42 hora local, el avión despegó de Irkutsk. Sin embargo, solo tres segundos después de levantarse de la pista y a apenas 5 metros (16 pies), se produjo un apagado del motor número tres que produjo un incremento de la velocidad angular del Antonov. Esto produjo un apagado del motor número 2. Ocho segundos después del despegue y a una altitud de 66 metros (217 pies), seguido de una interrupción del motor número uno, haciendo que el avión comenzase a descender.
Aunque los pilotos intentaron mantener el control sobre el avión con un único motor funcionando, el avión impactó con el bloque de apartamentos del 45 de la calle Grazhdanskaya. La sección de cola del Antonov daño significativamente el bloque situado en el 120 y un orfanato local.

## Consecuencias
El accidente produjo la muerte de todos los ocupantes del avión así como el de cuarenta y nueve personas en tierra (incluyendo doce niños de un orfanato). Más de setenta familias se quedaron sin vivienda debido a los daños sufridos en los dos bloques de viviendas por el avión siniestrado. El daño se vio agravado por la combustión de varias toneladas de combustible de aviación desperdigadas en el momento del impacto.

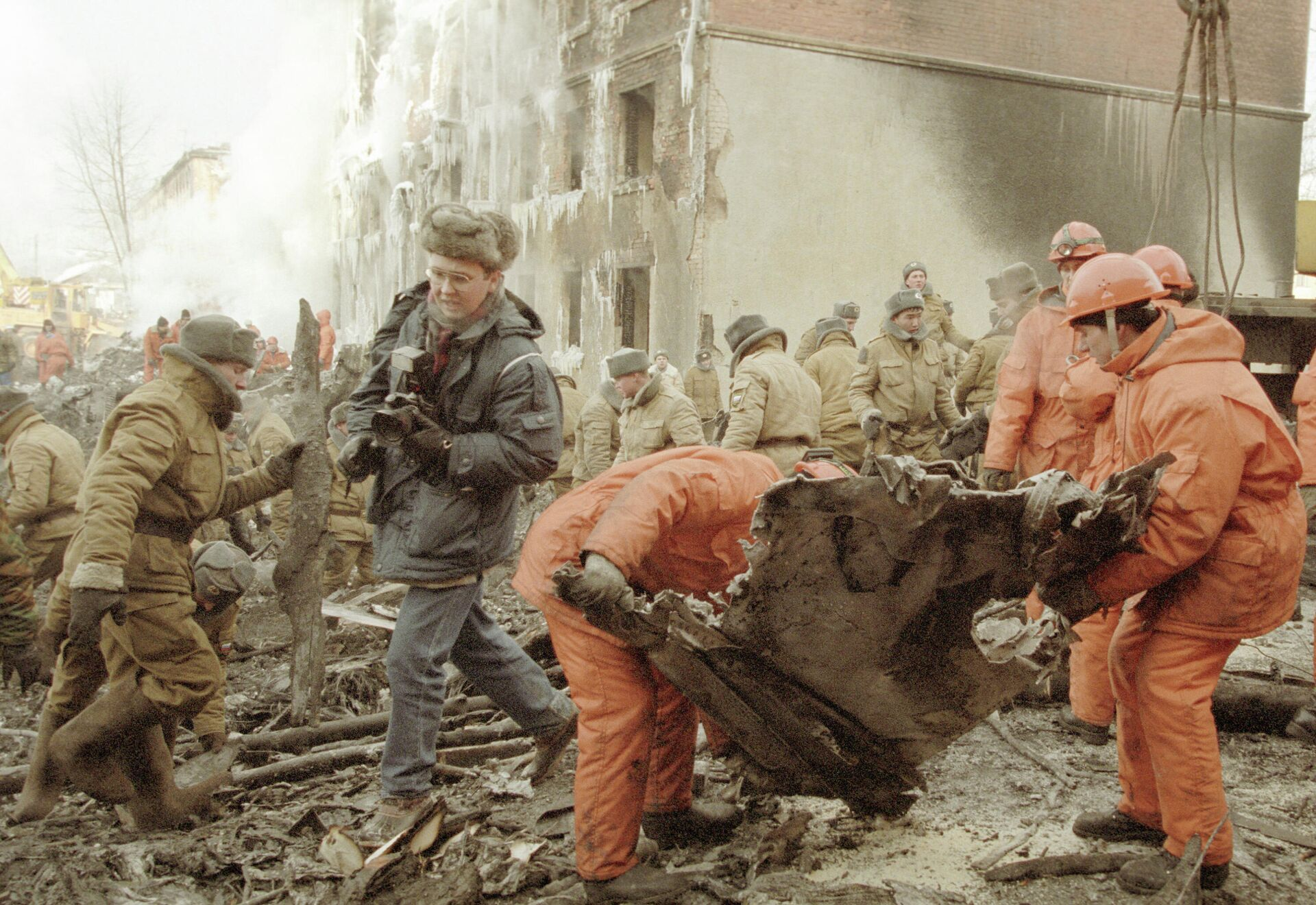
Trabajadores entre los restos.

## Investigación
Se creó una comisión especial para investigar las causas del desastre.
Las dos grabadoras de vuelo, incluyendo la grabadora de voz de cabina, estaban en el foco principal del fuego y quedaron excesivamente dañadas como para aportar algún dato útil. La causa del fallo de los tres motores a la vez fue oficialmente achacada a la sobrecarga del avión.
Sin embargo, las temperaturas en Irkutsk se encontraban por debajo de los −20 grados Celsius (−4 °F) y se teorizó sobre que la causa del accidente fuese una mezcla de combustible a baja temperatura con una calidad baja de este de su vuelo previo desde Vietnam. Esta mezcla pudo formar cristales de hielo obstruyendo los filtros de combustible, lo que cortó el flujo de combustible a los motores.
En una entrevista con el periódico Moskovsky Komsomolets, el piloto de pruebas Alexander Akimenkov dijo que el accidente del RA-82005 en Irkutsk pudo haber sido causado por la llamada de un pasajero con el radioteléfono chino, lo que afectó a la electrónica del aparato.
El General Boris Tumanov, antiguo jefe del servicio de seguridad en vuelo de la Fuerza Aérea de Rusia (1993–2002) y un miembro de la comisión de investigación de accidentes aéreos de aeronaves militares, dijeron al Moskovsky Komsomolets que la razón del fue un fallo de tres motores como resultado de su apagado.
En 2009, Fedor Muravchenko, Diseñador General de la oficina de diseño Ivchenko-Progress (desarrolladora de motores de aviación para el An-124), dio su propia versión de las causas del desastre. Basado en los datos y experimentos de la investigación de la empresa y de sus propios cálculos teóricos, concluyó que la causa del accidente fue un exceso de agua en el combustible que provocó la formación de hielo y la obstrucción de los filtros de combustible, provocando el calado de los motores.